# Movimiento Somos Venezuela
Movimiento Somos Venezuela (MSV) es un movimiento social y partido político venezolano de izquierda y antiimperialista refundado el 11 de junio de 2017 y legalizado ante el CNE el 29 de enero de 2018 por iniciativa de Nicolás Maduro y liderado por Vanesa Montero. El partido estuvo liderado entre febrero y octubre de 2018 por Delcy Rodríguez, quien se reincorporaría en el PSUV. Es resultado de la transformación del partido Nuevo Camino Revolucionario (NCR) fundado el 6 de mayo de 2008.
Es el segundo partido más votado del chavismo, superando a organizaciones como Por la Democracia Social (Podemos) y Patria Para Todos (PPT).

## Historia

### Origen y primeros años
En 2008 es fundado Nuevo Camino Revolucionario, tras la expulsión de los diputados a la Asamblea Nacional del Partido Socialista Unido de Venezuela (PSUV), Luis Tascón, Luis Díaz Salazar y Wilmer Pérez, estos junto con el diputado Tomás Sánchez decidieron fundar un nuevo partido político que según ellos mejorara las bases de lo que fue el Movimiento V República al cual pertenecían todos. Poco antes de la conformación de NCR se entablaron conversaciones con los diputados Pedro Bastidas y Miguel Rojas del Movimiento Ecológico de Venezuela para sumarse al nuevo partido ya que también se habían retirado recientemente del PSUV, sin embargo estos no aceptaron la propuesta. Las primeras elecciones internas del partido se estiman que se celebrarían en febrero de 2009 en los 14 Estados de Venezuela donde estaba inscrito formalmente y que esperaría luego expandirse al resto del país. A finales de mayo de 2008, uno de los integrantes del partido Luis Díaz anunció que posiblemente unos 60 diputados disidentes del PSUV se sumarían a las filas de NCR. Sin embargo, en las elecciones parlamentarias de 2010 no obtuvo representación.

### Transformación en Movimiento Somos Venezuela
El 27 de enero de 2018 el presidente venezolano Nicolás Maduro anunció la legalización del Movimiento Somos Venezuela como partido político y la cesión de la tarjeta electoral de Nuevo Camino Revolucionario a tal movimiento. El 29 de enero el CNE admitió la solicitud de cambio de nombre de Nuevo Camino Revolucionario para pasar a llamarse Movimiento Somos Venezuela. Siendo esta concedida el 1 de febrero de dicho año. El 7 de febrero de 2018, la presidenta de la Asamblea Nacional Constituyente, Delcy Rodríguez renunció al Partido Socialista Unido de Venezuela para asumir la Secretaría General de Somos Venezuela.

## Resultados electorales

### Elecciones presidenciales

#### Nuevo Camino Revolucionario
| Elección | Candidato      | Votos   | Porcentaje | Porcentaje | Resultado | Coalición            |
| Elección | Candidato      | Votos   | Nacional   | Coalición  | Resultado | Coalición            |
| -------- | -------------- | ------- | ---------- | ---------- | --------- | -------------------- |
| 2012     | Hugo Chávez    | 121.735 | 0,81%      | 55,07%     | Sí electo | Gran Polo Patriótico |
| 2013     | Nicolás Maduro | 104.779 | 0,69%      | 50,61%     | Sí electo | Gran Polo Patriótico |

#### Elecciones Presidenciales
|  | 3,93 % |

|  | 67,84 % |

|  | 2,01 % |

|  | 30,45 % |

### Elecciones Legislativas
|  | 1,06 % |

|  | 69,34 % |

### Elecciones municipales y regionales
| Tipo de elección   | Candidato | Votos  | Porcentaje | Gobernadores | Alcaldes |
| ------------------ | --------- | ------ | ---------- | ------------ | -------- |
| Regionales de 2021 |           | 41.569 | 0.50%      | 0            | 1        |